# Persone silenziose (singolo)
Persone silenziose è un singolo del cantautore italiano Luca Carboni, pubblicato il 15 novembre 2013 come secondo estratto dalla quarta raccolta Fisico & politico.
Il singolo ha visto la partecipazione vocale del cantautore italiano Tiziano Ferro.

## Descrizione
Il testo è stato composto originariamente da Carboni nel 1989 ed inserito nell'album omonimo uscito nello stesso anno. Nel 2013 è stato riadattato e reinterpretato da Carboni in duetto con Ferro e inserito in Fisico & politico del 2013. Quest'ultima versione è stata presentata dal vivo per la prima volta il 14 novembre 2013 in occasione della loro apparizione al talent show X Factor.

## Video musicale
Il videoclip, diretto dal regista Fabio Jansen, è stato girato il 20 novembre 2013 a Milano e reso disponibile sul sito de la Repubblica il 18 dicembre 2013.
Il 21 maggio 2014 è stato pubblicato il relativo dietro le quinte, reso disponibile attraverso il sito del quotidiano Corriere della Sera.

## Formazione
- Luca Carboni – voce
- Tiziano Ferro – voce aggiuntiva
- Tim Lefebvre – basso
- Christian Rigano – tastiera, programmazione
- Vinnie Colaiuta – batteria
- Marco Tamburini – tromba